# Narcissus nutans
Narcissus nutans är en amaryllisväxtart som beskrevs av Adrian Hardy Haworth. Narcissus nutans ingår i släktet narcisser, och familjen amaryllisväxter. Inga underarter finns listade i Catalogue of Life.